# شون بيرغمان
شون بيرغمان (بالإنجليزية: Sean Bergman)‏ هو لاعب كرة قاعدة أمريكي، ولد في 11 أبريل 1970 في إلينوي في الولايات المتحدة.

## وصلات خارجية
- شون بيرغمان على موقع الدوري الياباني لكرة القاعدة (الإنجليزية)
- شون بيرغمان على موقعبيزبول رفرنس.كوم (الدوري الرئيسي) (الإنجليزية)
- شون بيرغمان على موقع مشجعي الرسوم البيانية (الإنجليزية)